# घ़
Cette page contient des caractères spéciaux ou non latins. S’ils s’affichent mal (▯, ?, etc.), consultez la page d’aide Unicode.
घ़, transcrite g̳h̳a ou ġha, est une consonne de l’alphasyllabaire devanagari utilisé dans l’écriture de l’ourdou. Elle est formée d’un gha ‹ घ › et d’un point souscrit.

## Utilisation
Le ġha est utilisé pour transcrire une consonne fricative vélaire voisée aspirée /ɣʰ/, notamment pour transcrire le digramme arabe ‹ غه › utilisée en ourdou.

## Représentations informatiques
- décomposé

| formes | représentations | chaînes de caractères | points de code       | descriptions                                                                |
| ------ | --------------- | --------------------- | -------------------- | --------------------------------------------------------------------------- |
| pleine | घ़               | घ◌़                    | U+0918 U+093C        | lettre devanagari gha, symbole devanagari noukta                            |
| morte  | घ़्               | घ◌़◌्                   | U+0918 U+093C U+094D | lettre devanagari gha, symbole devanagari noukta, symbole devanagari virama |